# Саконская, Нина Павловна
Ни́на Па́вловна Сако́нская (настоящее имя — Антонина Павловна Соколовская, урожд. Грушман; 10 (22) июня 1896, деревня Мысовая, близ Красноярска — 7 июля 1951, Москва) — русская советская писательница, поэтесса, автор книг для детей.

## Биография
Родилась в многодетной семье. Отец — одесский журналист Павел Александрович Грушман (Грушников), впоследствии стал нефтепромышленником. Владея нефтедобывающей компанией в г. Баку на правах спонсора участвовал в строительстве Бакинской детской больницы . Мать — Александра Герасимовна Маклыгина.
Юность провела в Баку. С приходом Советской власти семья лишилась состояния и крыши над головой. Родители умерли почти сразу после революции. Антонина, четыре её сестры и брат остались сиротами. Кухарка, работавшая в семье до революции приютила детей — все они встали на ноги, научились готовить и открыли в Баку маленькую столовую. Позже Антонина уехала учиться в Московскую консерваторию. Музыкантами стали также брат и сестры. В 1922—1929 преподавала музыку во 2-й Московской музыкальной школе. Псевдоним Нина Саконская взят был в память о рано умершей гимназической подруге. После рождения сына начала писать детские стихи.
В 1941 в эвакуации в Елабуге, давала уроки музыки, общалась с Мариной Цветаевой. «В последний день Цветаева была у Саконской. Либединская вспоминает, что уютный уголок, который Саконская сумела создать в чужом доме в Елабуге, нравился Цветаевой. В закутке висело бакинское сюзане, которое та привезла с собой.
Вышитое на сатине, тогда это модно было, надо было как-то стены прикрывать. Это сюзане было большое, как ковер. На Востоке всегда оставляют несделанный завиток, потому что кончается работа, кончается жизнь. Такой завиток есть на всех ручных коврах. Саконская рассказывала, что Цветаевой сюзане очень нравилось. Оно спускалось со стенки и накрывало пружинный матрац, а рядом стояла настольная лампа, которую Саконская тоже привезла с собой из Москвы. Цветаева любила садиться в свете лампы на фоне сюзане. Саконская так и запомнила её в предпоследний вечер. И ещё она сказала, что отговаривала её уезжать».
Саконские, мать и сын — Александр (Леля) Соколовский, провожали гроб с телом Цветаевой на кладбище. После смерти Цветаевой сын Саконской пытался покончить с собой и был спасен матерью из петли.
«Она была то серьезная, а иногда и грустная, то озорная. Немножко взрослая, немножко ребёнок. Ласковая и добрая. Именно такими и бывают настоящие поэты» (В. Приходько).
Скончалась в 1951 г. от болезни сердца. Похоронена на Введенском кладбище (5 уч.).

## Творчество
Раннее творчество Саконской почти неизвестно, хотя публиковалась она с 1912 года, входила в Бакинский Цех поэтов. Она — поэт-экспериментатор. Несколько примеров из её стихов приводит Алексей Крученых в работе «Сдвигология русского стиха: Трахтат обижальный и поучальный» (1923 год, статья «От импрессионизма к сдвиговому образу. Образы сердца, по стихам Н. Саконской»):
«Рыбка у зыбки таясь
Лакала из глаз ребёнка
Выпученные об’едки дифтерита
Прямо из карусельного кружева
Ночью выпал бордюрный мальчик
В червячью, мягкую ямку».
«Было нас двое: я и дремота, Время лениво щелкало орешки…»
«Грустно стало выцветшей бонне, что сердце её в нафталине…»
«В моем сердце тоненькие занозы перевязаны пунцовыми нитками…»
«На сердце забыла надеть наперсток, исколото глупое сердце в кровь…»
«Я сердце обую в разношенный лапоть и пущу путями далекими…»
«Я сердце бросила в надтреснутый стакан…»
«А в сердце у меня к рассвету вырос зверь, я бережно ему расчесывала шерстку…»
«Когда же ты, шатаясь, медленно ушел, я выплеснула сердце мертвое под стол и стало мне мучительно и мерзко»
Алексей Крученых замечал: «Ямка — могила, вякающая, неприятная, — звукообраз! Может быть дальнейший путь поэтессы — заумный язык, со всем его звуковым и образным богатством».
В 1927 году опубликовала книгу для детей «Книжка эта про четыре цвета», которая много раз переиздавалась. По ней многие малыши учились разбираться в названиях и различать цвета. 
Были популярны и сборники лирических и юмористических стихов, а также песенок для маленьких детей: «Про палочку, про мячиньку, про всякую всячинку» (1928), «Сине море» (1940), «Ягодка по ягодке» (1949). Автор хрестоматийных строк: «Маша варежку надела: — Ой, куда я пальчик дела?»; «От чистого сердца Простыми словами Давайте, друзья, Потолкуем о маме»; «На санях хорошо, на коньках хорошо, И с горы хорошо прокатиться! Но сейчас веселей, в десять раз веселей Возле елки играть и кружиться!».
«Песенка о метро» попала в антологию «Русская советская поэзия» 1948. Вера Инбер писала, что в этом стихотворении живёт «летучая, но устойчивая душа песни, отчасти напоминающая эфирные масла, без которых духи не духи… и песня не песня, а приросшие к бумаге стихи».
Поэма «Светлое имя» (1949) описывает вдохновляющий пример подвига.
В (1950) году вышла проникнутая романтическим настроением поэма «Плащ партизана» о французских борцах за мир.
Стихи о войне «Память и верность» (1942) и «Судьба барабанщика» (1947); последнее навеяно образом А. Гайдара.
Написала повесть «Поющее дерево» (1937) о юных музыкантах-скрипачах, которых любит и лелеет страна. «Добро пожаловать!» — повесть, написанная совместно с сыном Александром Александровичем Соколовским (1925—1979), опубликована в 1952, посмертно) о заботливом отношении к детям в СССР.
Книги Н. П. Саконской со стихотворениями для детей переиздаются и в наши дни.

## Сочинения
- Саконская Н. П. Книжка эта про четыре цвета. — М., 1927.
- Саконская Н. П. Про палочку, про мячиньку, про всякую всячинку. — М., 1928.
- Саконская Н. П. Кто ловчее? (илл. Е.Рачева) — М., 1930.
- Саконская Н. П. Витрины (илл. М. Синяковой) — М., 1930
- Саконская Н. П. Как ножницы путешествовали (илл. Ермоленко Б.). — М., 1930.
- Саконская Н. П. Али и Аруська (илл. Зернова Е.). — М., 1931.
- Саконская Н. П. Поющее дерево — М.,1937
- Саконская Н. П. Младший брат. — М., 1939
- Саконская Н. П. Сине море (илл. Брей А.). — М., 1940.
- Арнольд В. С., Зюзин Л. К., Саконская Н. П. В гостях у обезьян. — М., 1942.
- Саконская Н. П. Память и верность — М., 1942
- Саконская Н. П. Катя у медвежат (илл. В. С. Арнольд и Л. К. Зюзин). — М., 1943
- Саконская Н. П. Судьба барабанщика — М.,1947
- Саконская Н. П. Светлое имя (илл. Афанасьева Е., Кузнецов И.). — М., 1949.
- Саконская Н. П. Ягодка по ягодке (илл. Афанасьева Е.). — М., 1949.
- Саконская Н. П. Соколовский А. А. Плащ партизана — М.,1950
- Саконская Н. П., Соколовский А. А. Добро пожаловать! — М.,1952
- Саконская Н. П. Волчок. — М., 1962.
- Саконская Н. П. Звёздная дорожка (илл. Архангельская И.). — М., 1966.
- Саконская Н. П. Здравствуй, пальчик! Как живёшь? — М., 1972.